# Список номеров комикса «Бесобой»
«Бесобо́й» — серия комиксов издательства Bubble, публиковавшаяся в период с 2012 по 2021 год. Состоит из двух частей, каждая из которых включают в себя 50 выпусков. Выпуски оригинального «Бесобоя» издавались в период с 1 октября 2012 по 24 декабря 2016 каждое 1 число месяца. «Бесобой Vol.2» это прямое продолжение оригинального «Бесобоя», и он выпускался с 20 января 2017 по 16 мая 2021 с обнулённой в рамках инициативы «Второе дыхание» нумерацией. Так же, как и оригинальный «Бесобой», «Бесобой Vol.2» содержит в себе 50 выпусков. Первого октября 2014 года начали выходить сборники-тома с выпусками, а впоследствии другие номера также выходили в составе сборников. Каждый том получал допечатку с альтернативной обложкой. Помимо самих комиксов были включены дополнительные материалы: комментарии создателей, скетчи и зарисовки персонажей, локаций, эскизы обложек и их неиспользованные варианты.
Серия «Бесобой» участвовала в нескольких сюжетных арках-кроссоверах, в которых сюжет комикса переплетается с другими сериями комиксов Bubble. Первый из них — это «Инок против Бесобоя» марта 2015 года, он же первый кроссовер издательства. Книга является третьим по порядку, но не по нумерации, томом серии (по совместительству являясь и третьим томом «Инока») и включает в себя номера с 15 по 17. Через некоторое время случилось глобальное событие «Время Ворона», которое было анонсировано на фестивале «Старкон» в Санкт-Петербурге в июне 2015 года, сюжет которого затрагивает 38-41 выпуски «Бесобоя». Вторая часть комикса также участвовала в кроссоверах: 15 номер серии «Бесобой Vol. 2» был приурочен к событию «Охота на ведьм» 2018 года, а номера 24-28 — к «Крестовому походу».

## Список номеров

### Бесобой (2012—2016)
| № | Заглавие             | Сценарист(ы)                                    | Художник(и) | Колорист(ы)                                                            | Дата выхода      | ISBN                   |
| --- | -------------------- | ----------------------------------------------- | --- | ---------------------------------------------------------------------- | ---------------- | ---------------------- |
| 1 | Имя ему Бесобой      | Артём Габрелянов Евгений Федотов                | Андрей Васин Эдуард Петрович | Вячеслав Доронин Игорь Лобода                                          | 2 октября 2014   | ISBN 978-5-9905844-0-2 |
| Список номеров: - 1. Имя ему Бесобой — часть 1 (октябрь 2012) - 2. Имя ему Бесобой — часть 2 (ноябрь 2012) - 3. Имя ему Бесобой — часть 3 (декабрь 2012) - 4. Яблоко раздора; Призраки прошлого (январь 2013) - 5. Имя ему Бесобой — часть 4 (февраль 2013) - 6. Недетские игры — часть 1 (март 2013) - 7. Недетские игры — часть 2 (апрель 2013) |                      |                                                 | |                                                                        |                  |                        |
| Данила Бесобой вместе со своим напарником, бесёнком-перебежчиком из Ада по кличке Шмыг, занимаются тем, что охотятся на демонов, которые прячутся среди людей и заключают с ними контракты в обмен на их души. Шмыг помогает выгонять демонов из одержимых, Бесобой их убивает, а прахом, который от них остаётся, заполняет песочные часы, благодаря которым он способен продолжать существование. Однажды поиски демонов приводят Бесобоя в ночной клуб «Семь грехов», где бизнесмен Александр Зеленин занимается продажей демонического наркотика «Врата ада». Хотя Бесобой изгоняет из бизнесмена демона, Зеленин кончает с собой. Инцидент попадает в СМИ, где журналисты дают Бесобою прозвище «киллер с крысой», приняв за «крысу» Шмыга. В поисках информации о поставщиках Бесобой тайно проникает в бизнес-центр «Plaza Zelenin», а затем на склад компании «ТПРНС Trading», где Бесобой убивает демонов-рабочих, а также их главаря, Криптоса. Аваддон, отец Криптоса, узнаёт об убийстве его сына, и высылает за Бесобоем пса Небезиля. В историях «Яблоко раздора» и «Призраки прошлого» показано прошлое героев — 7 августа 2008 года Данила, будучи военным-контрактником в Цхинвале, подвергся нападению демонов, решивших спровоцировать войну. В процессе погибла его жена с детьми, а сам Данила, хотя и тщетно пытался оказать им сопротивление, был искалечен и прикован к постели. 31 декабря демоны Слиссат и Урриард Гончий хотели расправиться со Шмыгом, но Шмыга поймал Совет Равновесия и заставил подписать с ними договор. В тот же день они навещают Данилу, исцеляют ему, дают магические татуировки и зачарованный солдатский жетон, а также песочные часы. Данила и Шмыг обязаны заниматься истреблением демонов. Вскоре мальчики Игорь и Коля на заброшенном заводе начинают играть в казаки-разбойники с духами, где победа сулит исполнение любого желания, но нечисть ловит всех детей, а мальчик Игорь продаёт им душу в обмен на 100 000 долларов. Вскоре Бесобой в разгаре новой игры убивает демонов, в том числе Бартузана, мастера перевоплощений, а Шмыгу достаётся его магический мел. На следующий день сын Зеленина, Виктор, даёт своим бандитам приказ найти убийцу отца. |                      |                                                 | |                                                                        |                  |                        |
| № | Заглавие             | Сценарист(ы)                                    | Художник(и) | Колорист(ы)                                                            | Дата выхода      | ISBN                   |
| 2 | Лицо зверя           | Артём Габрелянов Евгений Федотов                | Андрей Васин Андрей Родин | Вячеслав Доронин                                                       | 22 декабря 2014  | ISBN 978-5-9905844-4-0 |
| Список номеров: - 8. Страшная тайна: Часть 1 (май 2013) - 9. Страшная тайна: Часть 2 (июнь 2013) - 10. Лицо зверя: Часть 1 (июль 2013) - 11. Лицо зверя: Часть 2 (август 2013) - 12. Лицо зверя: Часть 3 (сентябрь 2013) - 13. Лицо зверя: Часть 4 (октябрь 2013) - 14. Лицо зверя: Эпилог (ноябрь 2013) |                      |                                                 | |                                                                        |                  |                        |
| Бесобой и Шмыг сталкиваются с Небезилем, но татуировки Бесобоя отказываются работать. Шмыг предлагает найти того, кто набил эти татуировки, и идёт с Бесобоем за сведениями в Цафуран, город под Москвой, куда сбежали демоны из Ада по разным причинам. Там они получают наводку на мастера по прозвищу «Чёрный пёс». Чёрный пёс, осмотрев татуировки Данилы, приходит к выводу, что они не сработали против Небезиля, так как это был любимый пёс Сатаны, а значит, они набиты не чернилами, а кровью Сатаны. В Аду произошла попытка государственного переворота из-за провала Сатаны в битве у Райских врат, и Сатана был свергнут и пленён, в результате чего трон Ада опустел, и там началась гражданская война за него между демоническими легионами. Татуировки сохраняют волю Сатаны и помогают Даниле убивать демонов-изменников. В Москве началась череда странных пожаров и смертей в центрах социальной помощи. Бесобой проводит расследование и узнаёт, что их организует Аваддон, чтобы поймать души и накормить ими могучего демона Магрида Безумного. Попутно они спасают демона по имени Сиерго, ключника Ада, но тот скрывается в портале. Бесобой и Шмыг, а также демоны-наёмники прыгают за ним следом и оказываются в инфернальной паутине Сиерго. Шмыга наёмники берут в плен, а Бесобой заставляет того перенести их на Землю. Шмыгу удаётся сбежать, уведя за собой Магрида, а Бесобой его обезглавливает, закрыв портал. Позже Аваддон встречается с Магистром, чтобы обсудить план убийства Бесобоя. Чтобы выбраться из паутины Сиерго, Бесобой участвует в смертельной гонке с другими её узниками. Вернувшись на Землю, Бесобой встречает Совет Равновесия в обличье полицейских и получает от них успокоительное. Совет опасается, что Бесобой может стать их врагом. Тем временем Игорю и прочим детям, которые потеряли души в «казаках-разбойниках», возвращает души демон Верокх Премудрый в образе белого мага-целителя, а Виктор Зеленин продаёт душу двуглавому демону Баффорту-Ракшору, чтобы отомстить Бесобою за отца. |                      |                                                 | |                                                                        |                  |                        |
| № | Заглавие             | Сценарист(ы)                                    | Художник(и) | Колорист(ы)                                                            | Дата выхода      | ISBN                   |
| — | Инок против Бесобоя  | Артём Габрелянов Евгений Федотов Наталия Девова | Артём Бизяев Мария Швиденко Анастасия Катеринич Виталий Смирнов Олег Окунев Константин Тарасов Екатерина Менабде Эдуард Петрович Андрей Васин Андрей Родин | Анастасия Катеринич Анна Сидорова Татьяна Якубец Иван Елясов           | 23 марта 2015    | ISBN 978-5-9906506-0-2 |
| Список номеров: - 15. Инок против Бесобоя — часть 1 (декабрь 2013) - Инок против Бесобоя — часть 2 (Инок № 15) - Инок против Бесобоя — часть 3 (Инок против Бесобоя № 1) - 16. Инок против Бесобоя — часть 4 (январь 2014) - Инок против Бесобоя — часть 5 (Инок № 16) - Инок против Бесобоя — часть 6 (Инок против Бесобоя № 2) - 17. Инок против Бесобоя — часть 7 (февраль 2014) - Инок против Бесобоя — часть 8 (Инок № 17) - Инок против Бесобоя — часть 9 (Инок против Бесобоя № 3) |                      |                                                 | |                                                                        |                  |                        |
| Некто, выдающий себя за Бесобоя (подчинённый чернокнижника Магистра по имени Булат Гаджиев), совершает массовые убийства в церквях. Сам Бесобой тем временем узнаёт от Чёрного Пса о государственном проекте «Часовой» по защите страны от нечистой силы, который был активен в советское время, но был заброшен во время Перестройки. Последним участником проекта, который следил за его исполнением, был Андрей Радов, который недавно погиб. Его внук, которого также зовут Андрей Радов, который унаследовал от деда место Инока, ищет Бесобоя, так как Магистр его убедил, что тот убил его деда. Приняв красную таблетку, полученную от Магистра, Андрей нападает на Бесобоя у метро, но тот его вырубает, а демоны, с которыми Магистр заключил договор, нападают на церковь святого Доминика и забирают фолиант «Молот ведьм». Бесобой допрашивает Андрея, но тот в ответ язвит, из-за чего Бесобой его избивает. Его успевает остановить Шмыг, который сообщает, что души погибшей семьи Бесобоя находятся во владении легиона даштаров. Андрей сбегает, улучив момент, а Бесобой направляется к Магистру. Магистр не может извлечь Камень силы из фолианта — в нём заточён дух Генрикуса Инститора. Бесобой врывается к нему и узнаёт о сделке Магистра с демонами. Впоследствии является и Андрей и застаёт Бесобоя со связанным Магистром. Злодей уговаривает его открыть «Молот ведьм», чтобы великий инквизитор мог определить, кто тут зло, и Инститор указывает на Бесобоя. Нападают демоны, и Инок понимает, что Бесобой не виноват в смерти его деда, когда тот защищает его от них. Чтобы забрать камень, Магистр похищает Ксению Алёхину, девушку Андрея. Инок и Бесобой прибывают в храм, где Магистр воскрешает Инститора, и видят, что он вселился в тело Ксюши. Андрей изгоняет Инститора из неё святой водой. Начинает действовать таблетка, которую принял Андрей — это был анаболик «Ярость демона». Препарат даёт огромную силу и способность регенерировать принявшему, но превращает его в демона, а стать прежним он может, только кого-то убив. В итоге Андрей возвращает свой облик, случайно убив Ксюшу. Бесобой уводит его из церкви, пока не приехала полиция, Аваддон готовит ответный удар, а Магистр радуется полученному Камню силы. В истории «Старый друг» показано прошлое Инститора. |                      |                                                 | |                                                                        |                  |                        |
| № | Заглавие             | Сценарист(ы)                                    | Художник(и) | Колорист(ы)                                                            | Дата выхода      | ISBN                   |
| 3 | Три сестры           | Евгений Федотов Дмитрий Тихонов                 | Андрей Васин Андрей Родин Алина Ерофеева | Вячеслав Доронин Игорь Лобода Анна Сидорова                            | 1 августа 2015   | ISBN 978-5-9906506-8-8 |
| Список номеров: - 18. Три сестры — часть 1 (март 2014) - 19. Три сестры — часть 2 (апрель 2014) - 20. Три сестры — часть 3 (май 2014) - 21. Три сестры — часть 4 (май 2014) - 22. Три сестры — часть 5 (июнь 2014) |                      |                                                 | |                                                                        |                  |                        |
| В психиатрических клиниках начинается череда самоубийств, при которых самоубийцы перегрызают себе вены и пишут кровью на стенах надписи «Три сестры», а один из них нарисовал на стене Бесобоя, чем привлёк его внимание. В одной из психбольниц Данила застаёт самоубийцу, старушку Ксению Лобанову, которую контролирует демон, но она погибает. На месте Бесобоя застаёт блогер Максим Ковалёв, который докладывает Зеленину о Бесобое. Данила заявляется к Зеленину и узнаёт, что одна из самоубийц говорила что-то про Кудринскую. Жетон ведёт Бесобоя к сталинской высотке, где находит механизм — часть проекта «Часовой», и активирует его, а затем отправляется искать два других, думая, что это остановит остальных двух «сестёр» от пробуждения. Максим зовёт Бесобоя на встречу якобы чтобы передать сведения о второй сестре, но он оказывается приманкой, и его подстреливает снайпер, чтобы выманить Данилу, который его спасает. Бесобой узнаёт, что остальные два механизма находятся в других высотках: здании МИДа на Смоленской и гостинице «Украина». Когда Данила вставляет плиту во второй механизм, черти исчезают, но у третьего его берёт в плен Зеленин. Шмыг, тем временем, заглядывает во второй механизм и видит там сотни душ. Ксения замечает его и просит помочь, но Шмыга ловят три сестры — Равнодушие, Неверие и Грубость. Глава демонического легиона визаров Баффорт-Ракшор требует у Зеленина отдать ему Бесобоя, но тот хочет сам с ним разделаться. Сатана берёт контроль над Бесобоем и вырывается. Шмыг объясняет, что душа Ксении нужна была в качестве невинной души, наводки, которая бы смогла открыть врата Рая, чтобы демоны нанесли удар, но Сатана заключает с ней контракт, чтобы это предотвратить. Чёрный пёс и Совет Равновесия запечатывают Сатану внутри Бесобоя. |                      |                                                 | |                                                                        |                  |                        |
| № | Заглавие             | Сценарист(ы)                                    | Художник(и) | Колорист(ы)                                                            | Дата выхода      | ISBN                   |
| 4 | Балор                | Евгений Федотов Наталия Девова Алекс Хатчетт    | Алина Ерофеева Андрей Васин Андрей Родин Анна Рудь | Лада Арлимова Татьяна Якубец Мария Залогина Виктория Галанина          | 1 октября 2015   | ISBN 978-5-9907068-5-9 |
| Список номеров: - 23. Равновесие — часть 1 (июль 2014) - 24. Равновесие — часть 2 (сентябрь 2014) - 25. Чистая душа (октябрь 2014) - 26. Друг (октябрь 2014) - 27. Балор (ноябрь 2014) |                      |                                                 | |                                                                        |                  |                        |
| Чёрный Пёс едет в Тулу, к подводному народу мокрецов, за замком для запечатывания Сатаны по приказу Совета, а Бесобой мечется в кошмарах. В итоге Шмыг и Пёс справляются с этим, однако замок установлен неправильно, татуировки Данилы исчезают вместе с его силой, а песок в часах постепенно иссякает. Саша Бедненко, сын одного из подручных Зеленина, находит у отца шкатулку, из которой освобождает демона по имени Аркадаш, который становится ему другом и даже спасает его от других демонов, но Аркадаша убивает Бесобой, думая, что он хотел убить мальчика. Некий бандит Олег Манков встречает демона Дразаха, который перечисляет все его прегрешения и предлагает ему найти «козла отпущения» — невинную жертву для переложения грехов, и показывает на проходящую девушку на улице, но та обманывает бандита и забирает деньги, будучи сообщницей демона. После этого Часовой, из тела которого создан Лимб, собирается освободиться, использовав для этого Бесобоя, но ключник ада Сиерго не хочет этого. По наущению Сиерго в разум Данилы вторгается морок — Балор — чтобы найти его слабости, но тот не обнаруживает у Данилы воспоминаний о семье и прошлом до событий в Цхинвале. |                      |                                                 | |                                                                        |                  |                        |
| № | Заглавие             | Сценарист(ы)                                    | Художник(и) | Колорист(ы)                                                            | Дата выхода      | ISBN                   |
| 5 | Метро                | Алекс Хатчетт                                   | Наталья Заидова Андрей Васин Нина Вакуева | Татьяна Якубец Мария Залогина                                          | 13 марта 2016    | ISBN 978-5-9907605-0-9 |
| Список номеров: - 28. Курьер; Неизбежность (декабрь 2014) - 29. Метро — часть 1 (февраль 2015) - 30. Метро — часть 2 (март 2015) - 31. Метро — часть 3 (апрель 2015) - 32. Метро — часть 4 (апрель 2015) - 33. Исповедь (июнь 2015) |                      |                                                 | |                                                                        |                  |                        |
| Ярх Смертоносный, лидер легиона бретёров, отправляет демонов Руга и Нэтча убить Баффорта-Ракшора, лидера демонического легиона визаров, который стремится заключить соглашение с Советом Равновесия, чтобы получить преимущество в борьбе за трон Сатаны. Руг и Нэтч собираются использовать для этого бездомную девушку Яну, которая является «курьером» (т.е. демоны могут вселяться в неё без её разрешения), однако вследствие столкновения с Баффортом, а также со Шмыгом и Бесобоем в метро, попадают в Лимб и там ему проигрывают. Сиерго, жаждущий мести Бесобою, посылает Руга и Нэтча убить его. Снова оказавшись в метро, Баффорт-Ракшор заставляет Бесобоя активировать аппарат с надписью «Часовой», взяв Яну, в которую он вселился, в заложники. Цель Баффорта-Ракшора высвободить Хаос и уничтожить всё мироздание. Этому пытается помешать МЧК (магический чрезвычайный комитет по прикладному мистицизму и экзофизике) во главе с Феликсом Дзержинским, который использовал силу Лимба для защиты граждан от потустороннего и конфликтует с Советом Равновесия. Шмыгу удаётся позвать Чёрного Пса, который переносит его, Данилу и Яну в свой дом. По словам Пса, Часовые изначально поддерживали баланс сил, но последний из них, Антихрист, отказался от своей роли. Антихрист, воспользовавшись Данилой, освобождается из Либма и обретает тело, а Ярх объявляет себя новым хозяином Паутины. Балор выбирается из тела Данилы и переселяется в пробегавшую мимо крысу. Антихрист отправляется в Ад с целью развязать там войну. |                      |                                                 | |                                                                        |                  |                        |
| № | Заглавие             | Сценарист(ы)                                    | Художник(и) | Колорист(ы)                                                            | Дата выхода      | ISBN                   |
| 6 | Стая                 | Алекс Хатчетт                                   | Андрей Васинт | Татьяна Якубец                                                         | 7 июля 2016      | ISBN 978-5-9907605-8-5 |
| Список номеров: - 34. Стая — часть 1 (июль 2015) - 35. Стая — часть 2 (июль 2015) - 36. Стая — часть 3 (август 2015) - 37. Стая — часть 4 (сентябрь 2015) |                      |                                                 | |                                                                        |                  |                        |
| Чёрный Пёс решает помочь Даниле избавиться от зависимости от песка в часах, и потому обращается к своей знакомой колдунье, Королеве гнили. Та советует Бесобою научиться обуздывать внутреннего зверя у стаи последних выживших волкодлаков «Пожиратели луны». Оборотни, однако, попали под влияние Свартжели, дочери бога-ворона Кутха, и теперь поклоняются ему, а Бесобоя спасает Илва, оборотень-одиночка, ушедшая из стаи. В результате Бесобой, получив укус оборотня, избавляется от зависимости от песка и побеждает стаю, однако в процессе погибает Илва, а Свартжель сбегает. |                      |                                                 | |                                                                        |                  |                        |
| № | Заглавие             | Сценарист(ы)                                    | Художник(и) | Колорист(ы)                                                            | Дата выхода      | ISBN                   |
| 7 | Жертвы обстоятельств | Алекс Хатчетт                                   | Анастасия Ким | Лада Акишина                                                           | 29 сентября 2016 | ISBN 978-5-9908270-7-3 |
| Список номеров: - 38. Хищные сны — часть 1 (ноябрь 2015) - 39. Хищные сны — часть 2 (декабрь 2015) - 40. Дьявол в деталях — часть 1 (январь 2016) - 41. Дьявол в деталях — часть 2 (февраль 2016) - 42. Жертвы обстоятельств (апрель 2016) |                      |                                                 | |                                                                        |                  |                        |
| Пока Данила охотится за оборотнями-последователями Кутха, Яна остаётся в квартире Чёрного Пса. Балор в теле кота скуки ради уничтожает обереги от демонов, и врываются демоны-бретёры Нэтч и Руг, посланные Сиерго, чтобы убить Бесобоя. Демоны убивают кота, и Балору приходится спрятаться в теле Яны. Узнав, что Сиерго больше не считает его своим подчинённым, Балор помогает Яне убить его бретёров. Шмыг спускается в Ад, чтобы получить помощь в борьбе с Кутхом, а Антихрист добирается до Дита, столицы Ада. С помощью Лилит и падшего ангела, которого Антихрист назвал Юриком, он захватывает цитадель Сатаны. Антихрист решает найти кого-нибудь, чтобы посадить на этот трон вместо себя, так как любой, кто сидит на троне Ада, сходит с ума, как Сатана в своё время. Узнав, что Бесобой защищает Землю от Кутха, Антихрист хитростью помогает Шмыгу заставить демонов прийти к нему на помощь. Яна обнаруживает в своём сознании Балора, и узнаёт его прошлое — он был кельтским богом, которого сразил бог Луг. Впоследствии его нашёл и воскресил Сиерго и дал ему в награду за службу лицо Луга. Балор решает сотрудничать с Яной и учить её магии. |                      |                                                 | |                                                                        |                  |                        |
| № | Заглавие             | Сценарист(ы)                                    | Художник(и) | Колорист(ы)                                                            | Дата выхода      | ISBN                   |
| 8 | Гончие ада           | Алекс Хатчетт                                   | Анастасия Ким | Лада Акишина Verschroben Мария Васильева                               | 24 декабря 2016  | ISBN 978-5-9908709-4-9 |
| Список номеров: - 43. Рыковы (май 2016) - 44. Гончие ада — часть 1 (июнь 2016) - 45. Гончие ада — часть 2 (июль 2016) - 46. Меч и зеркало (апрель 2016) |                      |                                                 | |                                                                        |                  |                        |
| Чёрный Пёс узнаёт у Сатаны, что тот хочет использовать Данилу, чтобы свергнуть Антихриста и вернуть себе трон. Также Сатана рассказывает ему, что после сошествия в Ад Христа в Аду больше нет никаких душ, в том числе душ членов семьи Данилы. Пёс и Королева гнили советуют Даниле съездить в Осетию, чтобы узнать своё прошлое. Антихрист натравливает на Бесобоя Ярха и его бретёров, убедив в необходимости возвращения Сатаны. Затем Антихрист находит Ракшора — ранее Ярх отрубил лидеру визаров одну из голов, чтобы освободить от Баффорта (Баффорт-Ракшор представлял собой двух сросшихся воедино падших ангелов с двумя головами). Антихрист вырывает из тела Ракшора сердце Баффорта, окончательно освобождая его. Ракшор говорит, кто организовал заговор против Сатаны, уничтожил Совет Равновесия и давным-давно убил самого Антихриста — это ангел Семиаза, который оправдывает свои действия желанием сохранить текущее мироздание. Ракшор говорит, что Антихристу суждено сразиться с Бесобоем, но Антихрист с этим не согласен. Во время битвы Антихрист открывает портал, через который Бесобой, Яна и Шмыг попадают в Лимб, к безумному ангелу Азазелю. Тот заточает Сатану в одно из своих зеркал, и Данила продолжает путь в Осетию. |                      |                                                 | |                                                                        |                  |                        |
| № | Заглавие             | Сценарист(ы)                                    | Художник(и) | Колорист(ы)                                                            | Дата выхода      | ISBN                   |
| 9 | Чъреба               | Алекс Хатчетт                                   | Наталья Заидова Эрик Брагалян | Лада Акишина Мария Васильева Мария Залогина Анна Мозайкина Роман Титов | 10 июня 2017     | ISBN 978-5-9500084-2-9 |
| Список номеров: - 47. Чъреба — часть 1 (сентябрь 2016) - 48. Чъреба — часть 2 (сентябрь 2016) - 49. И ад следовал за ним — часть 1 (октябрь 2016) - 50. И ад следовал за ним — часть 2 (декабрь 2016) |                      |                                                 | |                                                                        |                  |                        |
| Данила всё же приезжает в Цхинвал, или, как его называют местные, «Чъреба». Он узнаёт, что всё его прошлое было фикцией, а сам он создан ангелом Семиазой на основе бойцов, участвовавших в боевых действиях в 2008 году, и их воспоминаний. Там же он встречает Иисуса Христа, который помогает герою разобраться в себе и своих проблемах, после чего Данила возвращается домой. Снова появляется Виктор Зеленин, который не оставляет надежд покончить с Бесобоем и для этого объединяется с Антихристом. Антихрист объявляет Зеленина новым повелителем Ада. |                      |                                                 | |                                                                        |                  |                        |

### Бесобой vol. 2 (2017—2021)
| № | Заглавие       | Сценарист(ы)                                                             | Художник(и)                                                                               | Колорист(ы)                                                                        | Дата выхода      | ISBN                   |
| --- | -------------- | ------------------------------------------------------------------------ | ----------------------------------------------------------------------------------------- | ---------------------------------------------------------------------------------- | ---------------- | ---------------------- |
| 1 | Исход          | Алекс Хатчетт                                                            | Анастасия Ким                                                                             | Лада Акишина                                                                       | 10 июня 2018     | ISBN 978-5-9908710-2-1 |
| Список номеров: - 1. Исход — часть 1 (январь 2017) - 2. Исход — часть 2 (февраль 2017) - 3. Исход — часть 3 (март 2017) - 4. Исход — часть 4 (апрель 2017) - 5. Исход — часть 5 (май 2017) |                |                                                                          |                                                                                           |                                                                                    |                  |                        |
| МЧК даёт Бесобою в помощь одного из своих бойцов — Павла Очередько. Данила меж тем спасает от демонов девушку, которая сама оказывается демоницей-беженкой по имени Джайнийш, принцессы демонического легиона нархонов, которые поклонялись священному камню Вальгир и подвергались притеснениям в Аду. Она просит Данилу отвести её в Цафуран, город для демонов-беженцов под Москвой, но по итогу оказывается, что хочет там не укрыться, а захватить его, используя живущих здесь нархонов. Несмотря на трудности, Бесобою удаётся заставить цафуранцев и нархонов прекратить конфликт. Попутно выясняется, что цафуранцы использовали против нархонов необычное живое оружие, и МЧК решает выяснить, кто им его выдал. |                |                                                                          |                                                                                           |                                                                                    |                  |                        |
| № | Заглавие       | Сценарист(ы)                                                             | Художник(и)                                                                               | Колорист(ы)                                                                        | Дата выхода      | ISBN                   |
| 2 | Падение        | Алекс Хатчетт                                                            | Эрик Брагалян Анастасия Ким                                                               | Елена Доронина Лада Акишина                                                        | 13 августа 2018  | ISBN 978-5-9500622-1-6 |
| Список номеров: - 6. Мастер войны — часть 1 (июнь 2017) - 7. Мастер войны — часть 2 (июль 2017) - 8. Падение — часть 1 (август 2017) - 9. Падение — часть 2 (сентябрь 2017) - 10. Падение — часть 3 (октябрь 2017) |                |                                                                          |                                                                                           |                                                                                    |                  |                        |
| Данила вместе с Павлом отправляются в Лимб, к Азазелю, чтобы выяснить происхождение «живого оружия». Азазель поясняет, что это дело рук его брата, Семиазы. Раскрывается прошлое Сатаны. Когда-то он, будучи ещё ангелом Люцифером, повёл войска демонов на Рай, но потерпел поражение из-за измены ангела Семиазы, который обещал ему подмогу и в итоге не прислал её. Сатана с демонами был низвергнут в Ад, где смерти нет как таковой, а демоны после смерти перерождаются в Яме. Через много лет Совет Равновесия заключил с Сатаной контракт: тот должен иногда посылать демонов на Землю, чтобы люди научились с ними воевать. За это Совет даёт ему живую душу, чтобы Сатана создал себе трон, который даёт полный контроль над всеми обитателями Ада. В итоге в Аду назрело недовольство, и легионы свергли Сатану. |                |                                                                          |                                                                                           |                                                                                    |                  |                        |
| № | Заглавие       | Сценарист(ы)                                                             | Художник(и)                                                                               | Колорист(ы)                                                                        | Дата выхода      | ISBN                   |
| 3 | Откровения     | Алекс Хатчетт                                                            | Эрик Брагалян Анастасия Ким                                                               | Елена Доронина Лада Акишина Мария Васильева                                        | 4 октября 2018   | ISBN 978-5-6041510-2-0 |
| Список номеров: - 11. Часовой: Часть 1 (ноябрь 2017) - 12. Часовой: Часть 2 (декабрь 2017) - 13. Откровения (январь 2018) - 14. Инструмент Бога (февраль 2018) |                |                                                                          |                                                                                           |                                                                                    |                  |                        |
| Во время очередной стычки с демоном Данила встречает Семиазу, и тот его похищает. Семиаза разъясняет о Часовых: это люди с огромной силой, способные убивать богов, чудовищ и потусторонних существ, но не людей. В мире не могло существовать двое Часовых одновременно, но однажды такое случилось — это были Иисус Христос и Антихрист. Поскольку новых Часовых не появлялось, а Антихрист не умирал окончательно, Семиаза предположил, что последний Часовой — предвестник конца света. Допустив, что Часового может убить только другой Часовой, Семиаза создал Бесобоя, Сатана же был лишь катализатором для его сил. Семиаза хочет проверить, сможет ли Бесобой убить человека, но ему мешают его друзья. Через некоторое время Бесобой и Антихрист во сне видят себя на месте другого Часового. Балор поневоле медленно убивает Яну своим присутствием в ней, и Яна разговаривает с Сатаной, который заточён в ноже. Проникнув к Сатане в разум, Яна узнаёт, что Люцифер участвовал в создании Струны, на которой держится всё мироздание, а когда войска Рая повергли его, он создал узел на Струне, которой стал основой Ада. Сатана советует Яне обратиться к ангелам Еноха, братьям Азазеля, чтобы решить свою проблему. |                |                                                                          |                                                                                           |                                                                                    |                  |                        |
| № | Заглавие       | Сценарист(ы)                                                             | Художник(и)                                                                               | Колорист(ы)                                                                        | Дата выхода      | ISBN                   |
| — | Охота на ведьм | Роман Котков Евгений Еронин Алексей Замский Наталия Девова Алекс Хатчетт | Алина Ерофеева Оксана Турляй Марина Привалова Эрик Брагалян Анастасия Ким Наталья Заидова | Виктория Виноградова Мария Васильева Анастасия Троицкая Анна Сидорова Лада Акишина | 4 октября 2018   | ISBN 978-5-6041510-2-0 |
| Список номеров: - Охота на ведьм: Пролог - Игорь Гром: Охота на ведьм (Игорь Гром № 15) - Союзники: Охота на ведьм (Союзники № 15) - Мироходцы: Охота на ведьм (Мироходцы № 15) - 15. Бесобой vol.2: Охота на ведьм (март 2018) - Охота на ведьм: Финал |                |                                                                          |                                                                                           |                                                                                    |                  |                        |
| По указанию «Демиургов» — тайного мирового правительства — оружейный барон Август ван дер Хольт начинает охоту за «оперёнными» — людьми, которые получили сверхъестественные способности в результате контакта с перьями погибшего бога-ворона Кутха. В лиссабонском метро Хольт ловит Мёрдока Макалистера, ставшего оборотнем, попутно устроив бойню среди гражданских. К Уле в кофейню врываются вооружённые люди, посланные Хольтом, в поисках «оперённого» по прозвищу Тунгус, который является старым другом Ули, и им удаётся его убить, однако их прогоняют «кадеты» во главе с Командиром. В качестве места для будущей тюрьмы для оперённых Хольт выбирает крепость «Асулбург» в Антарктиде и направляет туда своих людей. Из-за этого Нике Чайкиной и её товарищам приходится срочно сбегать из крепости, недавно ставшей им домом, чтобы не попасться «Инквизиции» Хольта. Хольт также убивает президента конкурирующей оружейной компании Wakamoto Industries, которой помогал Магистр, в отместку ему за фиаско с Кутхом в событиях «Времени Ворона». Магистр доставляет раненого Андрея Радова к Азазелю, чтобы тот сделал ему протез вместо отрубленной руки, а затем он заручается поддержкой Волка, чтобы дать отпор Хольту. Во время карточной игры Бесобой узнаёт от Павла, что дело о «киллере с крысой» официально закрыто стараниями МЧК. Наёмники Хольта нападают и на Бесобоя с друзьями, но тот убивает их всех, в процессе тяжело ранив и Павла. В конце концов Магистр добирается до Хольта, но тот, воспользовавшись силой своей сестры Мико, блокирует его способности и избивает его до полусмерти. Магистра спасает его подручный Булат Гаджиев, затем убивает его по его же просьбе и берёт его чётки, провозгласив себя новым Магистром. |                |                                                                          |                                                                                           |                                                                                    |                  |                        |
| № | Заглавие       | Сценарист(ы)                                                             | Художник(и)                                                                               | Колорист(ы)                                                                        | Дата выхода      | ISBN                   |
| 4 | В расчёте      | Алекс Хатчетт                                                            | Алексей Ефремов Андрей Васин                                                              | Денис Барбэ Лада Акишина Андрей Муравьёв                                           | 21 апреля 2019   | ISBN 978-5-6041511-4-3 |
| Список номеров: - 16. Иуда (апрель 2018) - 17. Красный фильтр — часть 1 (май 2018) - 18. Красный фильтр — часть 2 (июнь 2018) - 19. В расчёте (июль 2018) |                |                                                                          |                                                                                           |                                                                                    |                  |                        |
| Виктор Зеленин, будучи «правителем» Ада, по указанию Антихриста выдаёт себя за него, в то время как сам Антихрист остаётся в тени. Один из демонов узнаёт о настоящем Антихристе и пытается заставить Зеленина восстать против него, но Зеленин, сам того не желая, играет на руку планам Антихриста по объединению легионов и устранению неугодных демонов. Выясняется, что нужно исцелить не столько тело Павла, сколько его сознание. Яна и Балор пытаются исцелить разум Павла, путешествуя по его воспоминаниям, но в воспоминаниях на них нападает «обнулитель» — существо, которое пожирает мироздание. От обнулителя Яну спасает Дзержинский, и он посылает её к Андрею Радову (деду Андрея Радова из серии «Инок») из своих воспоминаний, чтобы тот ей всё объяснил. Радов рассказывает об «Искре творца» — она есть в душе каждого человека, позволяет ему творить, получить сверхспособность в критический момент, а коллективному бессознательному людей — менять саму реальность, именно благодаря последнему Часовые и появились как воплощение мечтаний людей о защитнике. По той же причине Часовые и не могут убивать людей. Чтобы защитить мир от обнулителей и прочего потустороннего, Радов создал МЧК, состоящий из книжных персонажей, наделённых Искрой, и поставив во главу созданный им энергетический дубль Феликса Дзержинского, его воплощённую идею. Семиаза создал Бесобоя похожим образом, подсмотрев идею у Радова. Бесобой, ужаснувшись своим убийствам людей, скрылся. Чёрный Пёс отправляется в Тулу за неким артефактом, но подвергается нападению недобитых наёмников Хольта: Кэйлер и чернокнижник-вудуист по прозвищу «Старик», способный оживлять мёртвых, насылает мертвецов на Пса.                                             |                |                                                                          |                                                                                           |                                                                                    |                  |                        |
| № | Заглавие       | Сценарист(ы)                                                             | Художник(и)                                                                               | Колорист(ы)                                                                        | Дата выхода      | ISBN                   |
| 5 | Воля мёртвых   | Алекс Хатчетт                                                            | Андрей Васин                                                                              | Андрей Муравьёв                                                                    | 25 апреля 2019   | ISBN 978-5-6042726-0-2 |
| Список номеров: - 20. Воля мёртвых — часть 1 (август 2018) - 21. Воля мёртвых — часть 2 (сентябрь 2018) - 22. Воля мёртвых — часть 3 (октябрь 2018) - 23. Власть (ноябрь 2018) |                |                                                                          |                                                                                           |                                                                                    |                  |                        |
| Старик и Кэйлер начинают охоту на Бесобоя. Пытаясь сбежать от наёмников и мертвецов Старика, Бесобой падает сквозь землю у огромного дерева. Там Бесобой встречает славянских божеств-дивов, которые избирают его своим вместилищем, а тело Кэйлер захватывают лоа, которым поклоняется Старик. Две группы божеств сражаются за силу Данилы, но бой заканчивается ничьей, а Чёрный Пёс с помощью найденного им ранее артефакта освобождает Старика от существа, под чьим влиянием тот находился долгое время. Впоследствии Данила осмысляет происходящее и приносит извинения Павлу во время посиделок в квартире Пса, но тот внезапно достаёт пистолет и атакует его. |                |                                                                          |                                                                                           |                                                                                    |                  |                        |
| № | Заглавие       | Сценарист(ы)                                                             | Художник(и)                                                                               | Колорист(ы)                                                                        | Дата выхода      | ISBN                   |
| 6 | Зачистка       | Алекс Хатчетт                                                            | Алексей Ефремов Мадибек Мусабеков Андрей Васин                                            | Наталья Нестеренко Андрей Муравьёв                                                 | 25 сентября 2019 | ISBN 978-5-6042724-5-9 |
| Список номеров: - 24. Зачистка — часть 1 (декабрь 2019) - 25. Зачистка — часть 2 (январь 2019) - 26. Зачистка — часть 3 (февраль 2019) - 27. На руинах — часть 1 (март 2019) - 28. На руинах — часть 2 (апрель 2019) |                |                                                                          |                                                                                           |                                                                                    |                  |                        |
| Павла останавливает оказавшийся здесь Магистр. Он объясняет, что сознание Павла и всех членов МЧК захватил Андрей Радов, внук основателя МЧК, вернувшийся из Многомирья и намеревающийся уничтожить всю магию как таковую. Данила уходит, чтобы разобраться с Андреем, а Яна и Королева Гнили приводят Павла в чувство. Тогда Павел отправляется на базу МЧК, где находит нескольких новобранцев, ещё не подключённых к энергии комитета, и поэтому сохранивших рассудок. Радов тем временем захватывает Собор Непорочного Зачатия на Краснопресненской и вынуждает МЧК сражаться против «Инквизиции» Хольта и «оперённых» Магистра. Новобранцам Павла удаётся победить МЧК, а Яне с Балором удаётся стереть воспоминание об Андрее Радове-старшем из их сознания, в результате чего они окончательно уничтожены. |                |                                                                          |                                                                                           |                                                                                    |                  |                        |
| № | Заглавие       | Сценарист(ы)                                                             | Художник(и)                                                                               | Колорист(ы)                                                                        | Дата выхода      | ISBN                   |
| 7 | Бунт           | Алекс Хатчетт                                                            | Мадибек Мусабеков Наталья Заидова                                                         | Карина Ахметвалиева Мария Васильева                                                | 15 апреля 2020   | ISBN 978-5-604-27259-6 |
| Список номеров: - 29. По душам (май 2019) - 30. Бунт — Часть 1 (июнь 2019) - 31. Бунт — Часть 2 (июль 2019) - 32. Бунт — Часть 3 (август 2019) |                |                                                                          |                                                                                           |                                                                                    |                  |                        |
| Данила винит себя в том, что убил Андрея, своего друга. Зайдя в бар, он встречает Антихриста. Выясняется, что Бесобой и Антихрист — две противоположности, воплощения добра и зла, и им суждено сойтись в схватке, в которой один из них должен погибнуть. Антихристу не нравится этот сценарий, и он предлагает Бесобою нарушить этот план. С помощью останков Кутха Антихрист превратил Зеленина в монстра, и сущность Кутха начинает трансформировать бывшего бандита. Зеленина не устраивает положение подчинённого Антихриста, и он хочет поднять бунт. Антихрист сделал неуязвимым Зеленина, но чтобы иметь возможность наносить ему урон, вживил сердце бандита мальчику Саше Бедненк, создав между ними связь, и потому и любая травма, которую он наносил мальчику, проявляется и у Зеленина. За Сашу вступается ангел Юрик, и по итогу Антихрист оказывается изгнан из Ада. |                |                                                                          |                                                                                           |                                                                                    |                  |                        |
| № | Заглавие       | Сценарист(ы)                                                             | Художник(и)                                                                               | Колорист(ы)                                                                        | Дата выхода      | ISBN                   |
| 8 | Ва-Банк        | Алекс Хатчетт                                                            | Анастасия Ким                                                                             | Лада Акишина                                                                       | 7 сентября 2020  | ISBN 978-5-604-43137-5 |
| Список номеров: - 33. Ва-Банк — часть 1 (октябрь 2019) - 34. Ва-Банк — часть 2 (ноябрь 2019) - 35. Ва-Банк — часть 3 (декабрь 2019) - 36. Ва-Банк — часть 4 (январь 2020) - 37. Ва-Банк — часть 5 (февраль 2020) - 38. Ва-Банк — часть 6 (март 2020) |                |                                                                          |                                                                                           |                                                                                    |                  |                        |
| Антихрист отправляется к Бесобою за помощью, а Шмыг похищен его бывшими союзниками. Данила и Антихрист хотят укрыться в Цафуране, но там была ловушка, подготовленная силами Ада для бывшего предводителя. Бесобой вступается за него, но Верокх хочет подключить Антихриста к системе города, чтобы Цафуран продолжил существование. Антихрист подговаривает Шмыга предать Бесобоя и убить Верокха. Цафуран и Москва начинают сливаться воедино. Недопущение подобного было основной миссией МЧК, но теперь уже поздно что-либо менять — здания Цафурана уже обрушиваются на Москву. Слияние измерений позволяет одному из обнулителей вырваться наружу. Павлу удаётся остановить чудовище и спасти мир от катастрофы с помощью «иглы», которая позволяет открывать порталы между мирами, и которую он нашёл в архивах МЧК, но сам он в результате погибает. |                |                                                                          |                                                                                           |                                                                                    |                  |                        |
| № | Заглавие       | Сценарист(ы)                                                             | Художник(и)                                                                               | Колорист(ы)                                                                        | Дата выхода      | ISBN                   |
| 9 | Смерть и ангел | Алекс Хатчетт                                                            | Наталья Заидова Джамиля Зульпикарова Анастасия Ким                                        | Лада Акишина Мария Васильева                                                       | 17 февраля 2021  | ISBN 978-5-907553-05-7 |
| Список номеров: - 39. Убить человека (апрель 2020) - 40. Смерть и ангел — часть 1 (май 2020) - 41. Смерть и ангел — часть 2 (июнь 2020) - 42. Их легионы (июль 2020) |                |                                                                          |                                                                                           |                                                                                    |                  |                        |
| Семиаза находит израненного Бесобоя и отправляет его в Ад, чтобы тот убил Антихриста, а затем направляется за Яной, но ему мешают Чёрный пёс и Королева гнили. Сатана сливается с телом Яны, убивает Семиазу, Королеву и Пса и отправляется в Ад, чтобы захватить его. В Аду Шмыг и Антихрист провоцируют войну легионов между собой, а Ярх и Танахия пытаются придумать план по уничтожению Антихриста. |                |                                                                          |                                                                                           |                                                                                    |                  |                        |
| № | Заглавие       | Сценарист(ы)                                                             | Художник(и)                                                                               | Колорист(ы)                                                                        | Дата выхода      | ISBN                   |
| 10 | Война в Аду    | Алекс Хатчетт                                                            | Алина Ерофеева Анастасия Ким                                                              | Виктория Виноградова                                                               | 6 августа 2021   | ISBN 978-5-6044313-5-1 |
| Список номеров: - 43. Война в Аду — часть 1 (август 2020) - 44. Война в Аду — часть 2 (сентябрь 2020) - 45. Война в Аду — часть 3 (октябрь 2020) - 46. Месть (ноябрь 2020) |                |                                                                          |                                                                                           |                                                                                    |                  |                        |
| Ярх и Танахия нападают на Цитадель Преисподней и сталкиваются с Ракшором, Даниле преграждает путь Аваддон, а Сатана в сопровождении Сиерго идёт в подземелье Ада, чтобы отыскать там своё тело, но когда Сатана до него добирается, Шмыг его отвлекает, и Яна с Балором захватывают тело Сатаны, после чего скрываются, а Шмыга убивает сам Сатана. Раскрывается план Антихриста — он хочет уничтожить Ад, чтобы обрушить всё мироздание и построить новый мир с нуля. Ради этой же цели он устроил войну в Аду, чтобы перегрузить Яму, где возрождаются демоны, а также освободить ангелов Еноха. |                |                                                                          |                                                                                           |                                                                                    |                  |                        |
| № | Заглавие       | Сценарист(ы)                                                             | Художник(и)                                                                               | Колорист(ы)                                                                        | Дата выхода      | ISBN                   |
| 11 | Творец         | Алекс Хатчетт                                                            | Анастасия Ким                                                                             | Лада Акишина                                                                       | 16 сентября 2021 | ISBN 978-5-9500622-9-2 |
| Список номеров: - 47. Достоин — часть 1 (декабрь 2020) - 48. Достоин — часть 2 (февраль 2021) - 49. Творец (март 2021) - 50. Данила (май 2021) |                |                                                                          |                                                                                           |                                                                                    |                  |                        |
| Из-за действий Яны и Балора на свободу вырывается двести ангелов Еноха, а Зеленин, севший на трон, превращается в Кутха. Виктор и Данила объединяются против Сатаны, тот уничтожает возвращает себе тело, убивая Яну, а Кутх-Зеленин и Бесобой уничтожают ангелов Еноха. Шмыг после смерти перерождается в своей изначальной форме, став могущественным демоном Бафометом. Он убивает Сатану, однако трон Преисподней не может пустовать. Поэтому Бафомет решает отдать трон Даниле — единственному, кто, по его мнению, достоин престола. Раскрывается прошлое Антихриста и Иисуса. Они — части бесконечно повторяющегося цикла, имеющие множество инкарнаций. Всё время повторяется один и тот же сценарий — Бог, осознав сложность своей миссии, создаёт себе в помощь ангелов, людей, которых наделяет Искрой — частью своей силы, а затем и Иисуса. Однако люди, к которым приходит Иисус, чтобы помочь им раскрыть свой потенциал, отвергают его и лишают жизни. Тогда Антихрист — воплощение тёмной стороны Бога, в качестве возмездия уничтожает мироздание. Такое положение дел всегда мучило Творца, поэтому он сталкивает Часового и Семиазу, чтобы ангел в итоге создал мощнейшее оружие, способное уничтожить даже Бога. Этим оружием является Бесобой. Антихрист, вспомнив обо всех своих воплощениях, просит Данилу прекратить этот цикл, и герой соглашается, в результате чего Данила занимает место Творца и пересоздаёт мир, где все персонажи по итогу счастливы. |                |                                                                          |                                                                                           |                                                                                    |                  |                        |